# مقياس تحسسي

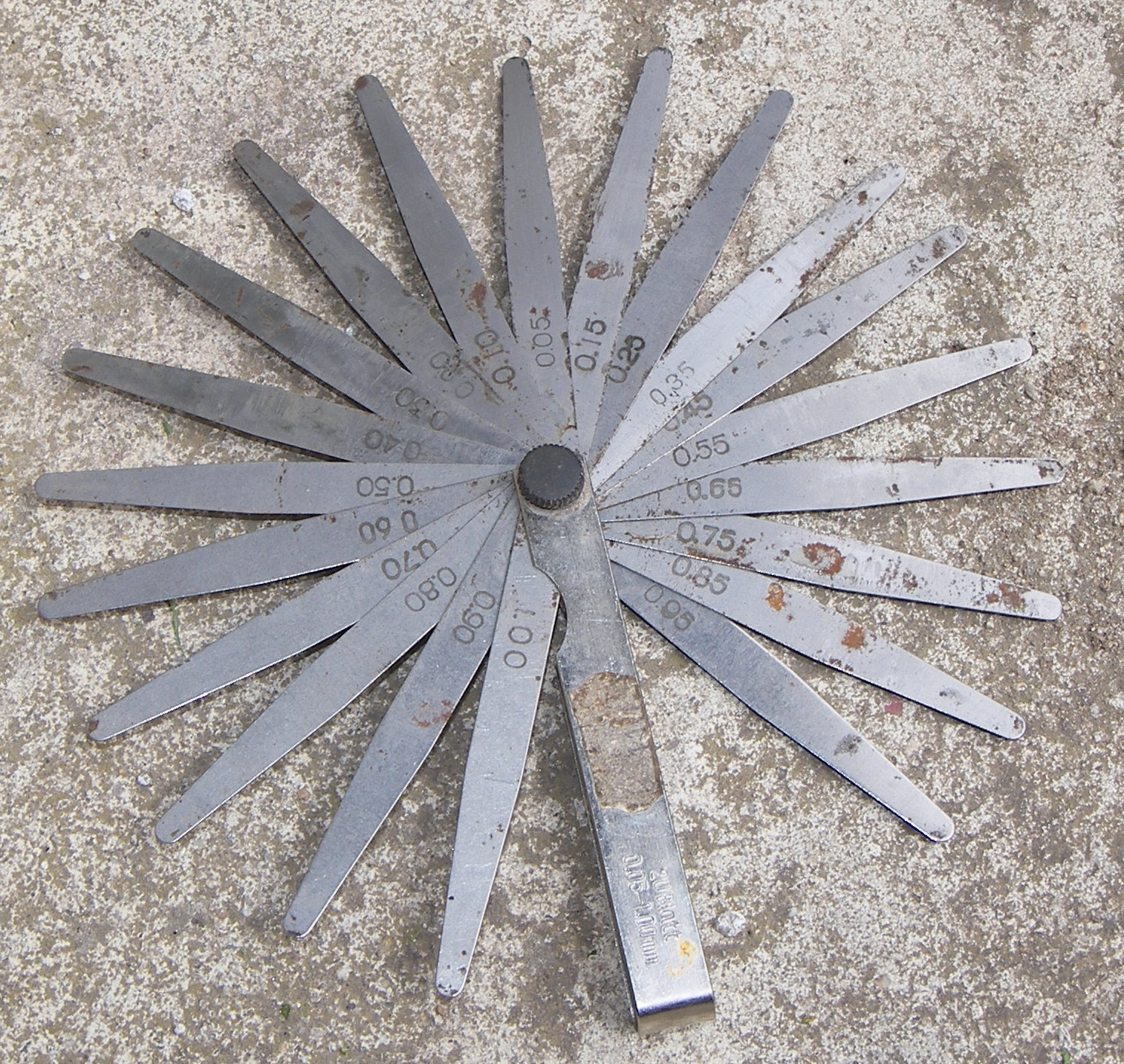
مجموعة مقياس تحسسي

المقياس التحسسي هو أداة تستخدم لقياس عرض الفراغات (بالإنجليزية: Gabs)‏. ويستخدم المقياس التحسسي غالبًا في التطبيقات الهندسية لقياس الخلوص (بالإنجليزية: Clearence)‏ بين جزئين.
يتكون المقياس التحسسي من عدد من القطع مصنوعة من الصلب ولها سماكات مختلفة ويطبع على كل واحدة القياس الخاص بها. وتمتاز القطع بالمرونة بحيث إذا جمعت القطع سويًا في مفصلة واحدة، يمكن تقريب عدة قطع إلى بعضهم وملاصقتهم ليكونوا معًا سمكًا أكبر للقياس به. من المعتاد امتلاك مجموعتين، أحدهما بالوحدات الإمبراطورية (وتدرج عادة بالمل (بالإنجليزية: thou)‏ وهو جزء من الألف من الإنش) والأخرى بالنظام المتري (وتدرج بأجزاء من المئة من المليمتر).
تسمى القطع المعدنية أحيانًا الأوراق (بالإنجليزية: Leaves)‏ أو الشفرات (بالإنجليزية: Blades)‏، رغم عدم امتلاكهم لحواف حادة.

## الأنواع

### مقياس تحسسي مستدق

مقياسان تحسسيان أحدهما مستدق (الأعلى) والآخر متوازي (الأسفل)

المقياس التحسسي المستدق هو مقياس تحسسي بنهاية مستدقة، على عكس المقياس التحسسي المتوازي ذو العرض الثابت.